# Pizzo Cassandra
Il Pizzo Cassandra (3.226 m s.l.m.) è una montagna delle Alpi del Bernina nelle Alpi Retiche occidentali.

## Descrizione
Si trova in provincia di Sondrio (Lombardia) ad est del più alto ed importante Monte Disgrazia.
Si può salire sulla vetta partendo da Chiareggio, frazione di Chiesa in Valmalenco e passando per il rifugio Gerli-Porro. Un altro itinerario di salita parte dal rifugio Bosio (2086 m s.l.m.), situato a sud della vetta nel comune di Torre di Santa Maria. Da qui passando prima per i laghetti del Cassandra, si risale la ripida pietraia che porta al Passo Cassandra (3097 m s.l.m.), dove l'itinerario si ricongiunge a quello proveniente da nord per l'ultimo tratto in cresta.
Nelle giornate di bel tempo notevole è il panorama che si può ammirare dalla cima: vicina e imponente la parete est del Monte Disgrazia, poco lontani il gruppo del Bernina, il gruppo del Pizzo Scalino e le Orobie Valtellinesi. Verso l'orizzonte si scorgono poi le cime dell'Ortles-Cevedale, dell'Adamello e verso Ovest il Monte Rosa.